# Harun Erdenay
Hakkı Harun Erdenay (* 27. Mai 1968 in Ankara) ist ein türkischer Basketballfunktionär und ehemaliger -spieler.

## Spieler
Erdenay, Sohn des Basketballspielers und -trainers Kemal Erdenay, gab in der Saison 1985/86 seinen Einstand in der ersten türkischen Liga und blieb dort bis 2006 beschäftigt. In drei Spielzeiten (1988/89, 1992/93, 2004/05) führte er die Korbschützenliste der Liga an. Mit Ülkerspor wurde er dreimal türkischer Meister (1995, 1998, 2001), gewann dreimal den Präsidentenpokal (1995, 2001, 2002) und einmal den Pokalwettbewerb (2003). Neun Jahre lang war er Mannschaftskapitän der Istanbuler.

### Nationalmannschaft
Mit der türkischen Herrennationalmannschaft nahm Erdenay an der Weltmeisterschaft 2002 sowie an den Europameisterschaften 1993, 1995, 1997 und 2001 teil. 2001 gewann er EM-Silber. Erdenay bestritt 189 Länderspiele.

## Funktionär
Von 2006 bis 2015 war Erdenay Manager der türkischen Nationalmannschaft. Im Mai 2015 wurde er Vorsitzender des türkischen Basketballverbands, nachdem er zuvor bereits Vizepräsident gewesen war. Ende Oktober 2016 wurde Hidayet Türkoğlu sein Nachfolger als Vorsitzender des türkischen Basketballverbands.